# The Cross Roads (film 1912)
The Cross Roads è un cortometraggio muto del 1912 diretto da Frederick A. Thomson.

## Trama
Abel Hale e la moglie Phoebe, due vecchi contadini quacqueri che hanno lavorato duramente tutta la vita, si vedono ricattati da un ambiguo avvocato che minaccia di buttarli fuori di casa se Charity, la loro figlia, non lo sposerà. Anche Kirke, l'innamorato di Charity, entra nel mirino del profittatore come un pericolo per lui. Così, quando muore lo zio di Kirke, l'avvocato - che è stato nominato esecutore testamentario -  esclude il giovane dall'asse ereditario nominando invece erede il giovane Toby la cui madre è una complice dell'avvocato. Toby, creduto da tutti un sempliciotto, si rende conto del complotto e, riuscito a mettere le mani sul documento originale, lo porta a Kirke che può così rintuzzare le nuove minacce dell'avvocato, sempre deciso a sfrattare gli Hale se Charity non sarà sua. Buttato fuori da Kirke, l'avvocato viene inseguito da Toby, che lo odia profondamente: i due vengono alle mani e, su un ponte, il ragazzo getta di sotto il suo nemico, per poi seguirlo in acqua, sparendo insieme a lui tra i vortici del fiume.

## Produzione
Il film fu prodotto dalla Vitagraph Company of America.

## Distribuzione
Distribuito dalla General Film Company, il film - un cortometraggio in una bobina - uscì nelle sale cinematografiche statunitensi il 7 agosto 1912.